# Sheila Michaels
Sheila Babs Michaels (San Luis, Misuri; 8 de mayo de 1939-Manhattan, Nueva York; 22 de junio de 2017), también conocida como Sheila Shiki-y-Michaels, fue una feminista y activista por los derechos civiles estadounidense. Le cabe el mérito de haber popularizado el término honorífico Ms. («Sra.» en español) como una forma predeterminada de dirección hacia las mujeres, independientemente de su estado civil.

## Biografía
Michaels nació en San Luis, Misuri. Fue hija de Alma Weil de Michaels, dramaturga y productora teatral, y Ephraim London, abogado de derechos civiles. La madre de Michaels estaba en ese momento separada de su esposo, Maurice "Bill" Michaels, un representante de calzado de Edison Brothers Stores en San Luis.
Su madre no quería vivir con un niño pequeño, por lo que Michaels, a los tres años, fue enviada a la ciudad de Nueva York para vivir con sus abuelos maternos, Irving Weil y Frances (Feigela) Sacks de Weil, en El Bronx. Cuando tenía unos ocho años, la devolvieron a vivir con su madre y el segundo marido de su madre, un metalúrgico adinerado, Harry H. Kessler. También se le dio el apellido Kessler. Muchos años después, su madre y Harry Kessler desaprobando su activismo político, la repudiaron y le pidieron que dejara de usar el apellido Kessler. Como resultado, volvió a cambiar a Michaels.
En 1957, se graduó de la escuela secundaria en San Luis. Después de la escuela secundaria asistió a College of William and Mary, pero fue expulsada en parte por escribir artículos antisegregacionistas para el periódico estudiantil.  Después de un período de tiempo viviendo en San Luis trabajando en puestos de nivel de entrada, Michaels se mudó a la ciudad de Nueva York en octubre de 1959.
Michaels fue miembro del Congreso de Igualdad Racial (CORE, por sus siglas en inglés) y comenzó a popularizar el término Ms. a partir de 1961, cuando lo vio en un periódico. En 1969, Michaels apareció en la estación de radio WBAI de la ciudad de Nueva York, donde introdujo el término. Al hacerlo, llamó la atención de Gloria Steinem, quien en 1972 nombró a su revista Ms. En 1975, Michaels fue a Laos y trabajó con niños heridos durante la Guerra de Vietnam.
Más tarde, Michaels trabajó como historiadora oral donde entrevistó a miembros del CORE. También condujo un taxi en la ciudad de Nueva York durante diez años y dirigió un restaurante japonés con su esposo. Escribió artículos breves de observación sobre sus pasajeros de taxi para la revista New York.
Los documentos de Sheila Michaels están archivados en la Biblioteca McCain de la Universidad del Sur de Misisipi.
Michaels viajó y trabajó en Singapur, Turquía, India, Laos, Corea del Sur y Japón. Michaels se casó con Hikaru Shiki, un chef japonés de la ciudad de Nueva York. Dirigieron un restaurante japonés durante más de 10 años y Michaels cambió su apellido durante el matrimonio. Más tarde se divorciaron.
Michaels murió de leucemia el 22 de junio de 2017, a los 78 años.